# Rakhu Bhagawati
Rakhu Bhagawati – gaun wikas samiti w zachodniej części Nepalu w strefie Dhawalagiri w dystrykcie Myagdi. Według nepalskiego spisu powszechnego z 2001 roku liczył on 786 gospodarstw domowych i 3494 mieszkańców (1938 kobiet i 1556 mężczyzn).